# 孫禬
孫禬（？—？），字吉疇，號迂斋，原姓葛，嘉靖六年（1527年）恢復原姓孫，錦衣衛匠籍，浙江嘉兴县人，明朝政治人物。

## 生平
正德九年（1514年）甲戌科进士，歷官山西曲沃縣知縣。正德十三年十二月（1519年），授山東道監察御史，十五年巡按辽东。嘉靖元年（1522年）四月官通政使司右參議。嘉靖三年（1524年）大禮議期間，參與左順門事件，受杖。五年丁忧归。服阕，七年十月復除原职，九年七月以疾不能奏事，调任光禄寺少卿，十一年十二月升太仆寺少卿，十三年以灾异自陈听调。又守制服阕，十七年三月调任山东按察司副使，二十年二月升河南布政司右参政，八月升都察院右佥都御史、巡抚辽东，与管理粮饷户部郎中张天麟忿拗不和，二十二年三月二人俱调回京，八月復任辽东巡抚，十月升右副都御史，二十三年五月因建州虏李撒赤哈等寇边，都指挥康云、赵奇、佟勋等战死，被令回籍听勘。二十四年六月降禬一级，在京用，九月降任光禄寺卿。二十六年升通政使，二十九年三月升工部左侍郎，六月改任兵部左侍郎、兼都察院右佥都御史、提督蓟州军务、节制河间真定保定辽东兵马，十一月以兵部左侍郎原官掌通政使司事，由何栋接任提督蓟州军务。三十年五月改任户部左侍郎、总督仓场督理西苑农事，三十二年五月因病致仕。